# 명왕성
명왕성(冥王星, 영어: Pluto; 상징: 와 ) 또는 134340 명왕성(소행성체명 134340 Pluto)은 카이퍼 대에 있는 왜행성이다. 암석과 얼음으로 이루어져 있으며, 지구의 위성인 달에 비교하면 질량은 ⁠1/6⁠, 부피는 ⁠1/3⁠정도이다. 태양으로부터 29~49 AU 떨어진 타원형 궤도를 돌고 있으며, 공전 주기는 약 248년, 자전 주기는 6일 9시간 43분이다. 이심율이 큰 타원형 궤도 때문에 해왕성의 궤도보다 안쪽으로 들어올 때도 있다. 2014년 기준으로 태양에서 32.6 AU 거리에 있다.
태양에서 아주 멀리 떨어져 있어서 기온이 매우 낮다. 평균 표면 온도는 -233℃이다. 산소와 메테인 등이 고체로 존재하고 있어 인간이 자원을 획득하는 데 가장 좋은 태양계 천체처럼 알려져 있지만, 지구와의 거리가 매우 멀고 기온이 낮기 때문에 실효성이 낮다. 명왕성의 중력은 지구의 약 7% 정도이다. 지구에서 몸무게가 약 60kg인 사람이 명왕성에 가면 약 4kg가 된다. 질량은 60kg으로 일정하다.
1930년에 미국의 클라이드 톰보가 처음으로 발견했으며, 2006년까지 태양계의 9번째 행성으로 인정됐었다. 하지만 명왕성과 비슷한 타원 궤도를 도는 유사한 천체들이 잇따라 발견되면서, 명왕성이 행성으로 적합한가에 관한 논란이 발생했다. 2005년에 발견된 왜행성 에리스는 당시 명왕성보다 질량이 27% 정도 더 큰 것으로 파악되었다. 즉 명왕성이 태양계 외곽의 여러 얼음 천체들 중 하나에 불과하다는 것이 밝혀졌다. 그래서 명왕성 하나만 행성으로 분류할 수는 없다는 의견이 나왔고, 카론, 명왕성, 세레스 등을 모두 행성으로 분류할지 아니면 모두 제외할지에 대한 논의가 이루어졌다. 결국 국제천문연맹은 2006년 8월 24일 총회에서 행성의 기준을 새로 정하면서 명왕성, 에리스, 세레스 등을 함께 묶어 왜행성 및 명왕성형 천체라는 새로운 분류에 집어넣었다. 미국을 비롯한 일부 국가의 과학자들은 명왕성이 여전히 행성으로 분류되어야 하며 새로 발견된 천체들도 행성으로 인정해야 한다고 주장하기도 하지만, 왜소왕성은 현재 왜행성으로 분류되어 134340이라는 식별 번호가 붙어있다.
당초 명왕성 주변에서 발견된 5개의 천체가 위성으로 알려져 있었다. 그 중 가장 큰 천체인 카론은 1978년에 발견되었고, 닉스와 히드라는 2005년에, 케르베로스와 스틱스는 각각 2011년, 2012년에 발견되었다. 그러나 명왕성이 카론에 지배적인 영향을 주지 못하고 카론에 휘둘리기도 하는 사실이 확인됐는데, 이 둘의 질량 중심이 명왕성 내부가 아닌 두 천체 사이에 위치하였기 때문이다. 그러나 국제천문연맹은 아직 이 현상에 대해 공식적인 정의를 내놓지는 않았고, 카론은 일단 명왕성의 위성으로 정의되어 있다.
2015년 7월 14일에는 뉴 허라이즌스 탐사선이 명왕성을 최초로 방문하여, 명왕성 근처를 비행하면서 명왕성과 위성들을 관측하고 각 천체들의 특성을 측정하였다.

## 발견

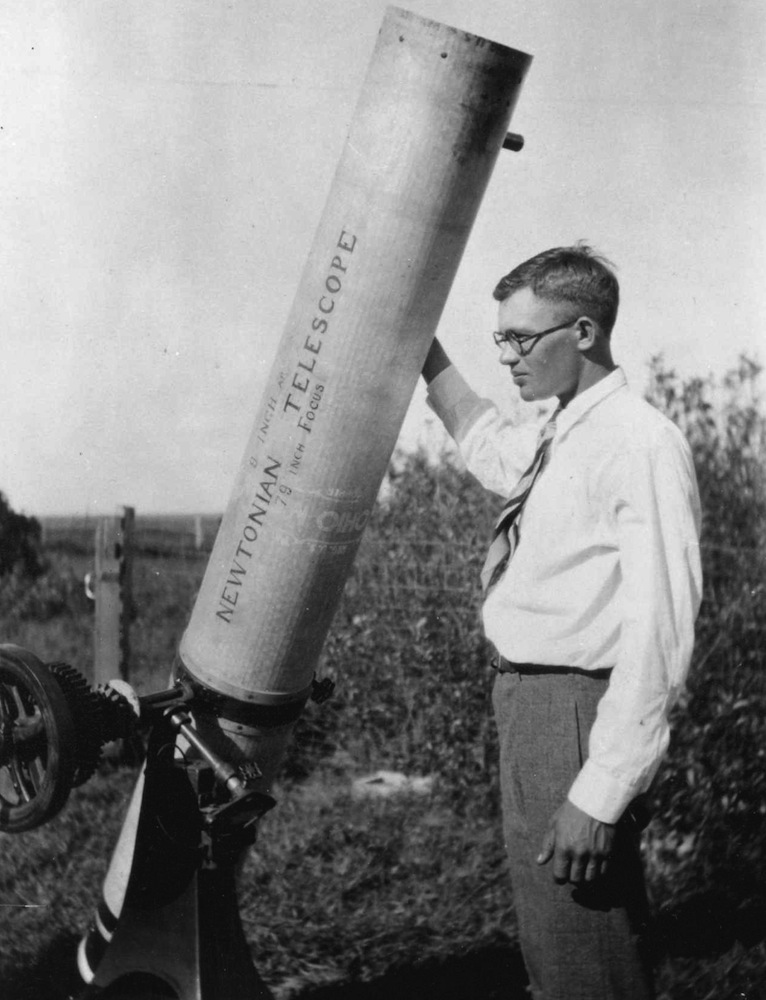
홈메이드 9인치 망원경과 명왕성을 발견한 클라이드 톰보, 1930년경

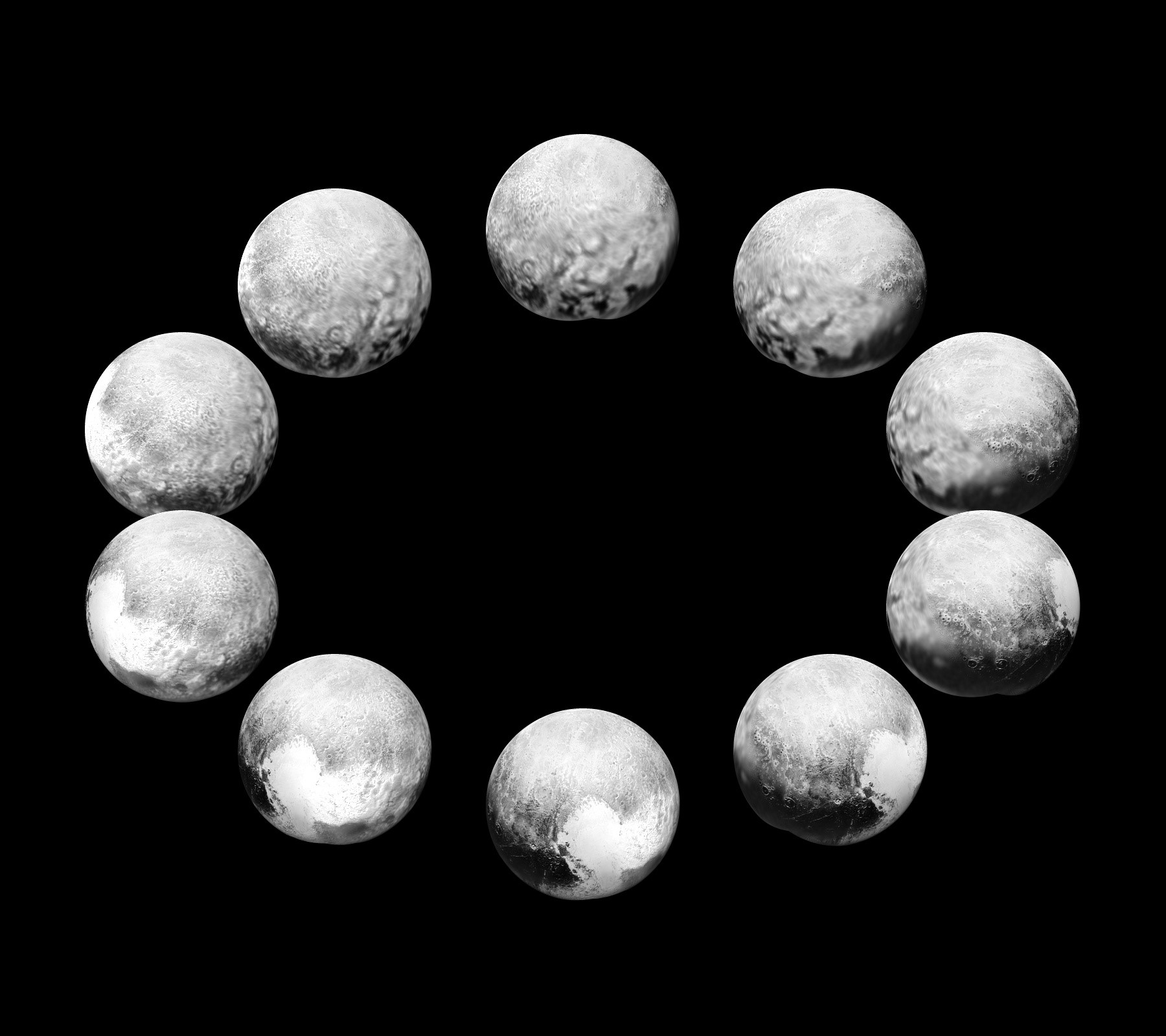
서로 다른 각도에서 촬영한 명왕성의 고해상도 사진 모음

명왕성은 1930년 2월 18일에 클라이드 톰보(Clyde Tombaugh)에 의해 발견되었다.
1840년대 위르뱅 르베리에와 존 카우치 애덤스는 천왕성 궤도의 섭동을 분석하여, 당시에 아직 발견되지 않았던 해왕성의 존재와 그 위치를 계산하여 예측하였다. 그러나 해왕성 발견 후, 이 행성의 궤도에도 오차가 있는 것으로 밝혀졌다. 이 사실은 해왕성 바깥쪽에 다른 행성이 존재한다고 여겨지게 하였다. 화성의 운하를 관측한 것으로 유명한 천문학자 퍼시벌 로웰은 해왕성 너머로 궤도에 영향을 미치는 또 다른 행성이 있을 것으로 추정하고 이를 행성 X라 불렀다. 그러나 사실 명왕성의 크기는 매우 작은데다가, 명왕성보다 훨씬 큰 해왕성의 궤도에 지장을 주기에는 질량이 너무나도 작다. 그래서 계산에 의하기보다는 우연히 발견했다고 봐도 큰 무리가 없다. 나중에 관측 여건이 좋지 않아서 이러한 오차가 생긴 것임을 알게 되었다.
로웰은 애리조나에 천문대를 건설하고, 9번째 행성을 찾기 위한 프로젝트에 돌입했다. 명왕성이 해왕성에게 섭동을 주어 궤도 오차가 생긴것으로 인식하고 그 궤도를 계산해냈고, 1909년에는 행성 X의 예상 위치가 몇 개 제안되었다. 이 프로젝트는 1916년 로웰이 사망하기까지 진행되었지만, 명왕성을 찾지는 못했다. 로웰은 알지 못했지만 1915년에는 명왕성의 흐릿한 이미지가 찍혔는데도 이를 알아채지 못하고 지나간 적이 있었다. 그 외에도 15번 정도 사전 포착된 적이 있었으며, 가장 오래된 것은 1909년 버크스 천문대에서 사전 포착된 것이다.
로웰 사후에는 그 미망인 콘스턴스 로웰이 천문대의 지분에 대해 유산 상속 권리를 주장해 법정 싸움이 이어지는 통에, 행성 X에 대한 탐사는 1929년 23세의 클라이드 톰보가 탐사 업무를 인계받을 때까지 재개되지 못했다. 톰보는 당시 최신 기술이었던 천체 사진을 이용하여 빈 동일한 지역의 사진을 2주 간격으로 두 장을 촬영한 후, 그 이미지 사이에서 위치가 바뀐 천체를 분석하는 방법으로 탐색을 진행했다. 촬영한 방대한 사진을 열심히 분석한 결과, 톰보는 1930년 2월 18일에, 같은 해 1월 23일 및 1월 29일 촬영된 사진에서 움직이고 있다고 생각되는 천체를 발견했다. 1월 20일에 찍힌 사진도, 질은 나빴지만 움직임을 확정하기에는 충분했다. 로웰 천문대는 더욱 확증적인 사진을 얻기 위해 노력했고, 이후 발견 소식을 1930년 3월 13일에 하버드 대학 천문대에 전보로 보냈다. 그 후 명왕성의 사진은 1915년 3월 19일까지 거슬러 발견되었다. 이와 같은 경위로 발견된 날짜는 일반적으로 1930년 2월 18일이지만, 소행성 센터에 등록된 목록에서 발견 일은 같은 해 1월 23일로 되어 있다.

## 이름
명왕성의 발견은 전 세계적인 화제가 되었고, 이 새로운 별을 명명할 권리를 가지고 있었던 로웰 천문대는 ‘아틀라스’부터 ‘자이멀’(Zymal)에 이르는 이름까지 전 세계에서 1000건 이상의 제안을 받았다. 톰보는 다른 사람보다 빨리 이름을 제안하라고 베스토 멜빈 슬리퍼를 재촉했다. 콘스턴스 로웰은 제우스를 제안했다가, 퍼시벌(Percival) 그리고 결국에는 그녀 자신의 이름인 콘스턴스로 제안을 했다. 이러한 제안들은 모두 기각되었다.
명왕성(Pluto)라는 이름을 제안한 이는 베네티아 버니(1918–2009)로 잉글랜드 옥스포드의 11살 소녀였다. 베네티아는 고전 신화와 천문학 모두 관심을 가지고 있었으며, 그 이름을 로마 신화의 저승의 신이 어둡고, 추울거라고 생각되는 세상에 적합한 이름이라고 생각했다. 그녀는 그 이름을 옥스포드 대학 보들레이안 도서관 전 사서였던 할아버지 팔코너 마단과 상의를 통해 결정했다. 마단은 그 이름을 허버트 홀 터너 교수에게 전달했고, 그는 미국의 동료들에게 전보를 보냈다.
명왕성이 공식적으로 명명된 것은 1930년 3월 24일이었다. 로웰 천문대원은 세개의 목록에 있는 것 중 하나를 투표할 수 있었다. 미네르바(이것은 당시에 이미 소행성의 이름이었다.), 크로노스(이것은 당시 인지도가 높지 않던 토머스 제퍼슨 잭슨 씨에 제안되었지만 명성을 잃어버렸다.)와 플루토가 그 목록에 오른 이름이었다. 결과적으로 플루토가 만장일치로 뽑혔다. 이 이름은 1930년 3월 1일에 공표되었다. 이 이름이 공표되자마자 마단은 손녀 베네티아에게 5파운드를 주었다. 이 명칭 Pluto의 첫 두 글자가 퍼시벌 로웰의 이니셜인 PL과 일치한다는 것도 결정에 일부 영향을 주었다. 또한 명왕성의 천문 기호(, unicode ♇)는 P와 L을 한 글자로 겹쳐놓은 것이다. 명왕성의 점성술 기호()는 해왕성()과 비슷하지만, 삼지창의 가운데에 원이 그려져 있다.
이 이름은 곧 널리 사용되기 시작했다. 1930년 월트 디즈니는 미키 마우스의 개 동료로 플루토를 만들었는데, 디즈니 애니메이터 벤 샤프스틴은 왜 그런 이름이 붙여졌는지 확언하지 못했다. 1941년에 글렌 T. 시보그는 우라늄 (천왕성), 넵투늄 (해왕성) 등 새롭게 발견된 행성의 이름을 원소의 이름에 붙이던 관습에 따라 명왕성 다음으로 만들어진 새 원소에 플루토늄이라는 이름을 붙였다.
이 플루토(그리스 신화에서는 하데스)에 해당하는 한자 문화권에서 사용하고 있는 「명왕성(冥王星)」이라는 이름은 일본인 노지리 호에이(野尻抱影)의 아이디어로, 《과학화보》 1930년 10월호에서 새로 발견된 행성에 붙일 이름으로 ‘유왕성’(幽王星)이라는 이름과 함께 제안한 것이며, Pluto의 한자의역이라 할 수 있다. 중국에서는 1933년 무렵에 이 이름을 채택해 사용하기 시작했으며, 한국어 명칭인 명왕성은 정확히 채택된 시기는 알 수 없으나, 일본, 중국과 같은 한자이기 때문에 비슷한 시기에 일본을 통해 자연스럽게 보급된 것으로 보인다. 같은 한자권이지만 베트남어에서는 이 행성에 힌두교와 불교에서 지옥의 수호신인 염마(閻魔)에서 따온 Diêm Vương Tinh(염왕성 閻王星) 또는 Sao Diêm Vương(염마의 별)이라는 독자적 명칭을 쓰고 있다.

## 특성

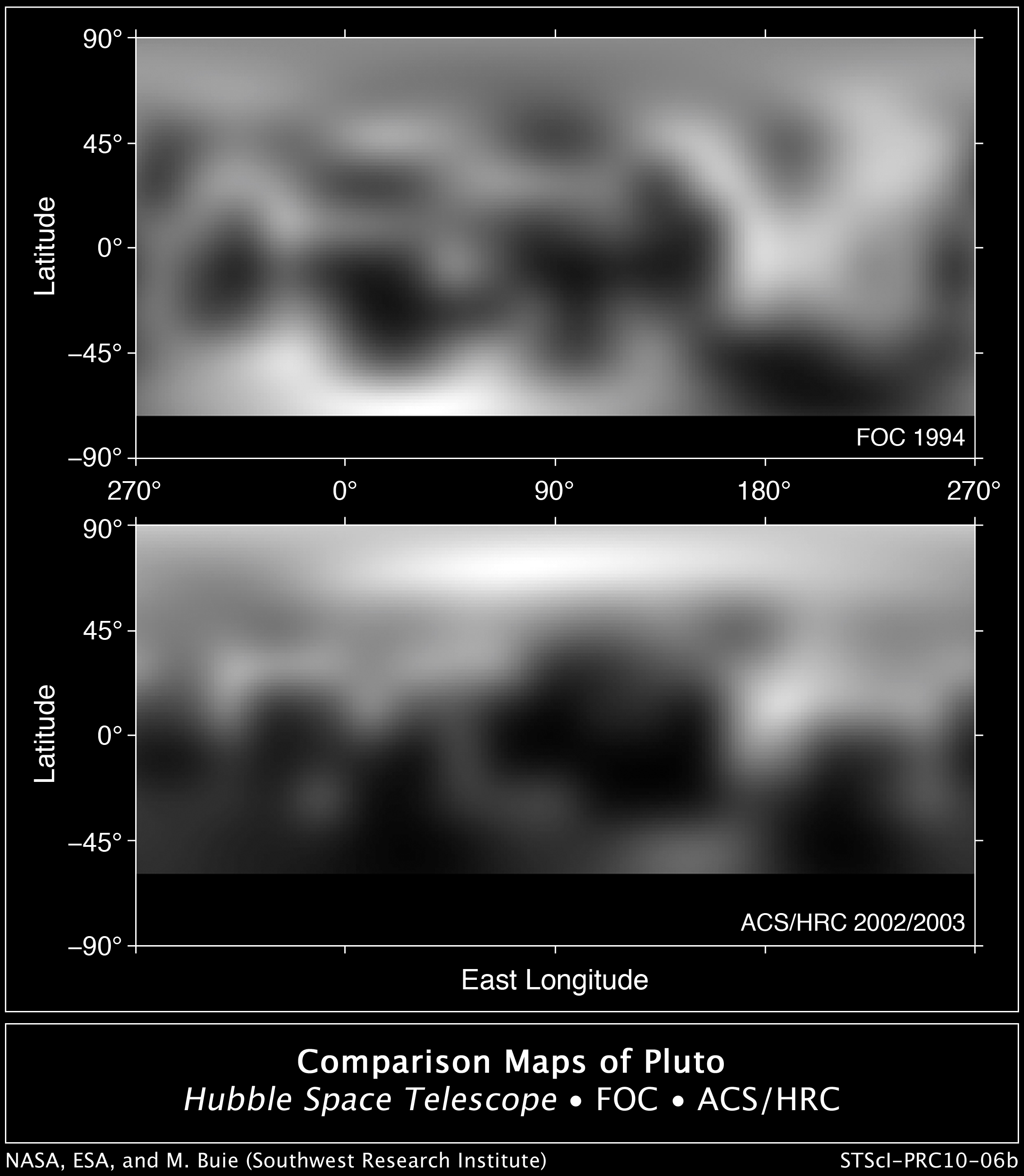
NASA, ESA 그리고 마크 W. 뷰이가 작성한 명왕성의 표면 지도.

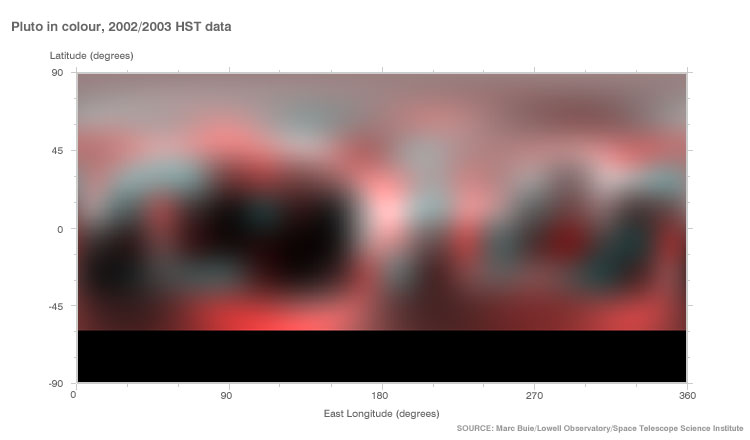
다양한 색상과 알베도를 보여주는 허블 우주 망원경의 명왕성 표면 지도.

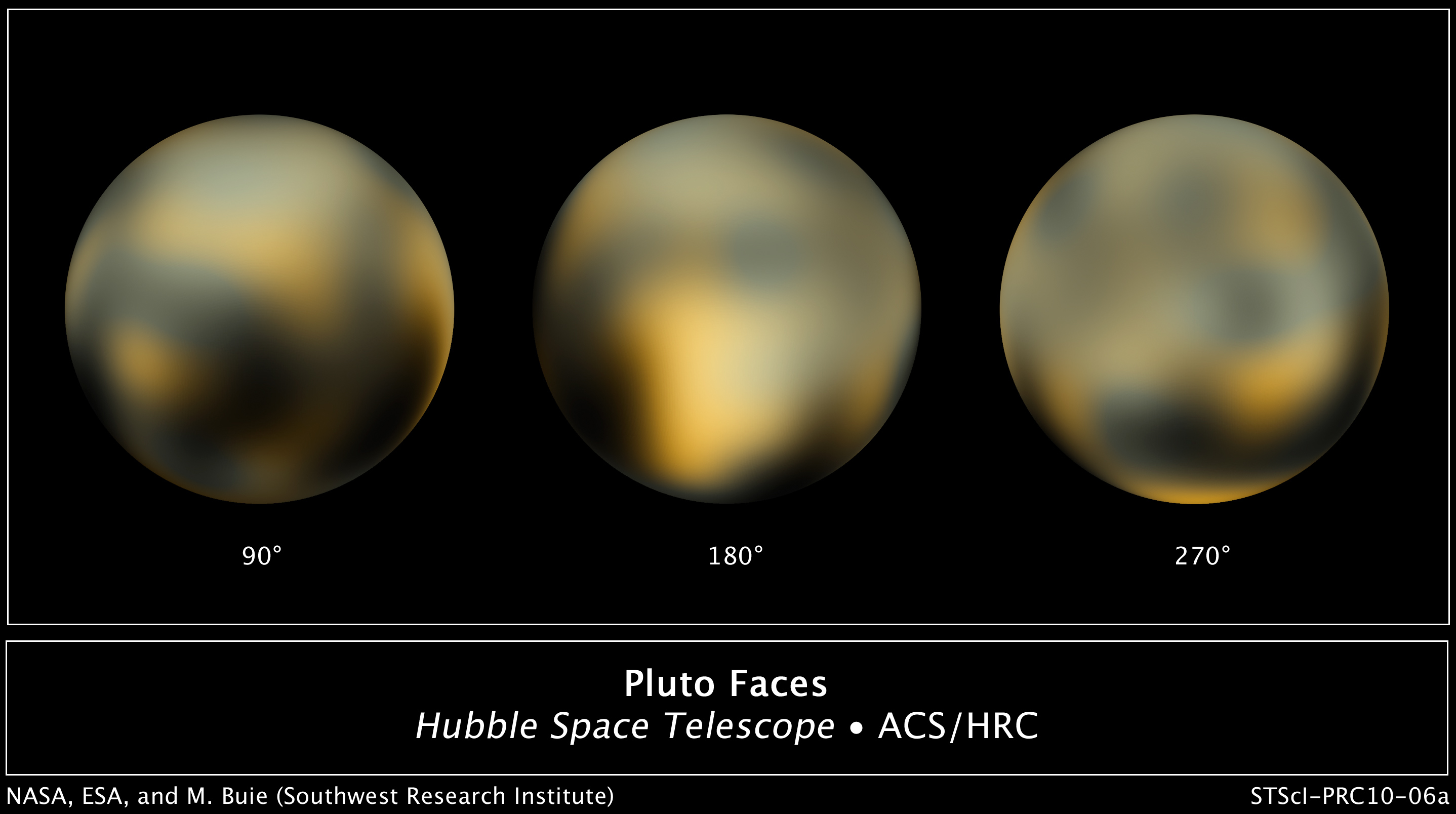
여러 방향에서 본 명왕성의 모습

### 모양새, 표면
명왕성의 겉보기등급은 평균 15.1등급이고, 근일점에서는 13.65 등급까지 밝아진다. 맨눈으로는 관측할 수 없고 구경이 30 cm 정도 되는 망원경이 필요하다. 각지름이 0.11" 밖에 되지 않기 때문에 그냥 별처럼 보이고, 큰 망원경으로도 고리 등은 관측할 수 없다.

표면 지도는 1980년대에 최초로 만들어지기 시작했는데, 위성 카론과의 식에 의한 밝기 변화를 이용했다. 예를 들어 카론이 명왕성의 밝은 부분을 가렸을 때와, 어두운 부분을 가렸을 때 전체 밝기가 변화하는 정도가 다르므로, 이를 이용해 표면의 어느 부분이 밝고 어느 부분이 어두운지를 알아낼 수 있다. 여러 관측 결과들을 컴퓨터를 이용해 처리해서, 최종적인 밝기 지도를 만들 수 있었다. 이 방법으로 시간에 따른 밝기의 변화 또한 추적할 수 있었다.

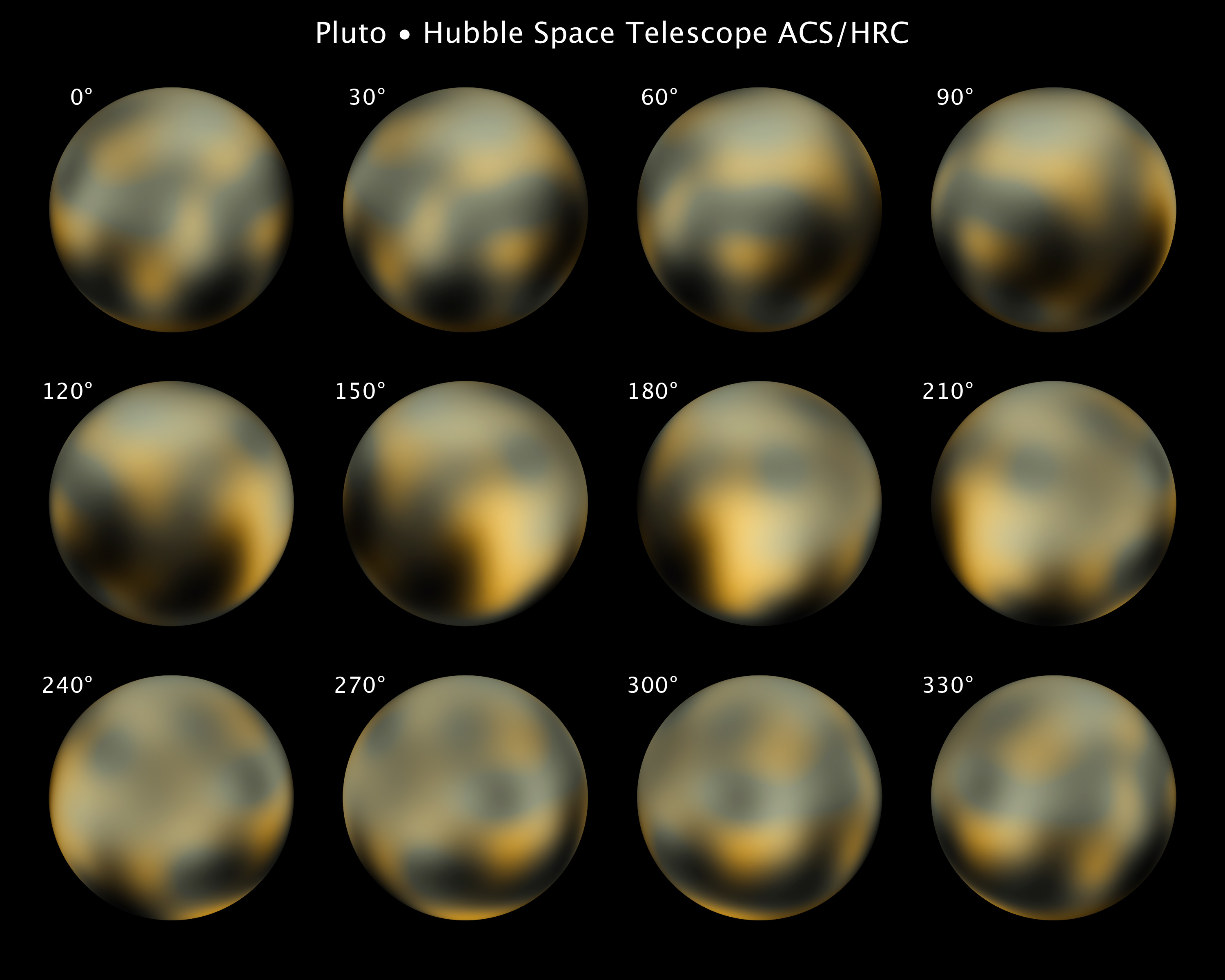
허블 우주 망원경 탐사용 고성능 카메라로 찍은 명왕성의 모습 (2002년~2003년 촬영)

현재의 지도는 훨씬 높은 분해능을 가지는 허블 우주 망원경을 이용해 만들어낸 것으로, 수백 킬로미터 단위의 변화를 확인할 수 있고, 극지방과 가장 밝은 지역을 확인할 수 있는 등 조금 더 상세하다. 이 지도를 만드는 데에도 허블 망원경이 보내온 몇 픽셀에 가장 잘 맞는 표면 지도를 찾기 위해서 매우 복잡한 컴퓨터 처리가 필요했다. 여기에 사용된 허블 망원경의 2개 카메라는 더 이상 작동하지 않기 때문에, 2015년까지는 이 지도가 명왕성의 가장 정밀한 지도가 되었다.
이 지도들이나 명왕성의 적외선 스펙트럼의 주기적인 변화 등을 참고해 보면, 명왕성의 표면은 색상이나 밝기가 꽤 다양고 변화가 큰 편으로, 태양계에서 색상 대비가 가장 뚜렷한 별들 중 하나에 속한다. 표면 색상은 차콜 블랙이나 어두운 오렌지색에, 흰색도 보인다. 화성보다는 훨씬 붉은 기가 적고, 색상으로 따지면 이오와 훨씬 비슷하고 오렌지색이 좀더 강하다.
1994년과 2002년-2003년에는 명왕성 표면에 변화가 있는데, 북극 지방이 밝아지고 남쪽 반구는 어두워졌다. 또한 전체적으로 붉은색이 2000년-2002년 사이에 크게 증가했는데, 이런 변화는 계절 변화와 더불어 명왕성 대기의 승화 작용이 명왕성의 큰 궤도 경사각과 이심률로 인해서 증폭되었기 때문인 것 같다.
표면을 분광학적으로 분석해 보면 98% 이상이 고체 질소로 구성되어 있고, 메탄과 일산화탄소도 약간 존재한다. 카론을 향한 쪽 반구에 메탄 얼음이 더 많고, 반대쪽 반구에는 질소와 일산화탄소 얼음이 조금 더 많다.

### 구조

명왕성의 이론적인 구조 (2006)
1. 고체 질소
2. 얼음 (물)
3. 바위층

허블 망원경의 관측에 따르면 명왕성의 밀도는 1.8 ~ 2.1 g/cm3 정도 되고, 내부 조성은 질량의 대략 50~70% 정도는 바위층이, 30~50% 정도는 얼음이 차지할 것으로 보인다. 방사성 붕괴를 일으키는 원소들이 얼음을 충분히 가열해 주어 바위층과 얼음층은 분리되어 있을 것으로 생각되고, 바위층은 밀도가 높은 핵을 형성하고 얼음층은 맨틀을 형성하고 있을 것이다. 핵의 지름은 대략 1700 km 정도일 것으로 가정하고 있고, 이는 명왕성 직경의 70%이다. 내부 가열이 오늘날까지 지속되고 있다면 핵과 맨틀 사이에 100~180 km 정도 두께의 액체 물층이 형성되어 있을 수도 있다. 독일 우주항공 센터의 행성 연구 기관의 계산에 따르면 명왕성의 밀도-반지름 비율은 (천왕성이나 토성의 위성들 같은) 얼음 위성들과 (목성의 이오 같은) 바위 위성들의 중간쯤에 위치하고, 트리톤과도 비슷하다.
| 년도 | 반지름 (직경)  | 참조                            |
| ---- | -------------- | ------------------------------- |
| 1993 | 1195 (2390) km | Millis, et al.                  |
| 1993 | 1180 (2360) km | Millis, et al. (surface & haze) |
| 1994 | 1164 (2328) km | Young & Binzel                  |
| 2006 | 1153 (2306) km | Buie, et al.                    |
| 2007 | 1161 (2322) km | Young, Young, & Buie            |
| 2014 | 1184 (2368) km | Lellouch, et al.                |
| 2015 | 1186 (2372) km | 뉴 허라이즌스 측정              |

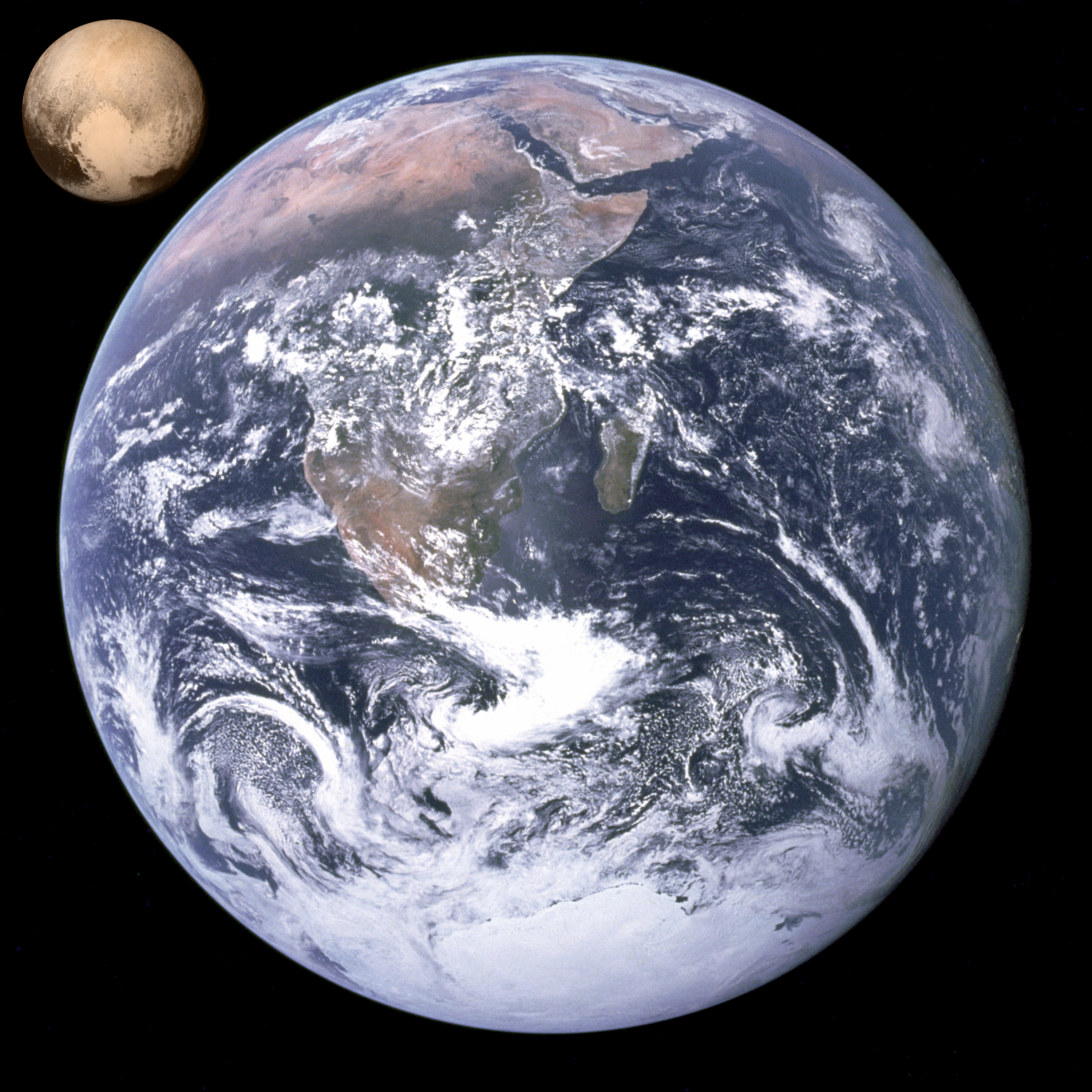
명왕성의 부피는 지구의 0.6% 수준이다.

명왕성의 질량은 지구의 0.2퍼센트 정도인 1.303×1022kg이고, 부피는 약 0.6퍼센트인 6.97×109km3이다. 지름은 2372 km, 표면적은 1.795×107km2이며, 이는 러시아의 면적과 비슷한 수준이다. 적도 중력은 지구 중력의 약 6퍼센트에 불과한 0.063g이다.
1978년 위성 카론의 발견으로 인해서, 케플러 제 3법칙을 이용하여 명왕성의 질량을 알아내는 것이 가능해졌고, 적응 제어 광학의 발명으로 카론과의 식을 이용해서 명왕성의 직경 및 모양새도 더 정확하게 측정할 수 있었다. 2015년 뉴 허라이즌스 호가 탐사하기 전까지는 대기권 때문에 정확한 행성체 크기를 알아내기가 어려웠다. 알베도는 0.49-0.66 사이에서 변화한다.
명왕성은 지구형 행성들에 비해서도 훨씬 질량이 작고, 달 질량에 비해도 20%도 되지 않는다. 위성인 가니메데나 타이탄, 칼리스토, 이오, 유로파, 트리톤 등도 명왕성보다 질량이 크다. 왜행성이자 소행성대에서 가장 큰 천체인 세레스와 비교하면, 직경은 2배, 질량은 12배 크다. 반면 2005년에 발견된 에리스보다는 가볍다.
명왕성의 대기와 탄화수소 안개 때문에 정확한 크기의 추정이 다소 어렵다. 2014년에는 명왕성 대기의 메탄 비율을 고려했을 때 직경은 2360 km 이상이라는 연구 결과가 발표되기도 했는데 이에 따르면 명왕성이 에리스보다는 조금 큰 것이다. 2015년 7월 13일에 뉴 허라이즌스 호에 탑재된 망원정찰영상기(LORRI)가 보내온 사진과 다른 관측 장비를 통해 분석한 결과 명왕성의 직경은 2,370km로 판단되었고, 이후 7월 24일에 2,372km인 것으로 수정되었다.

### 대기

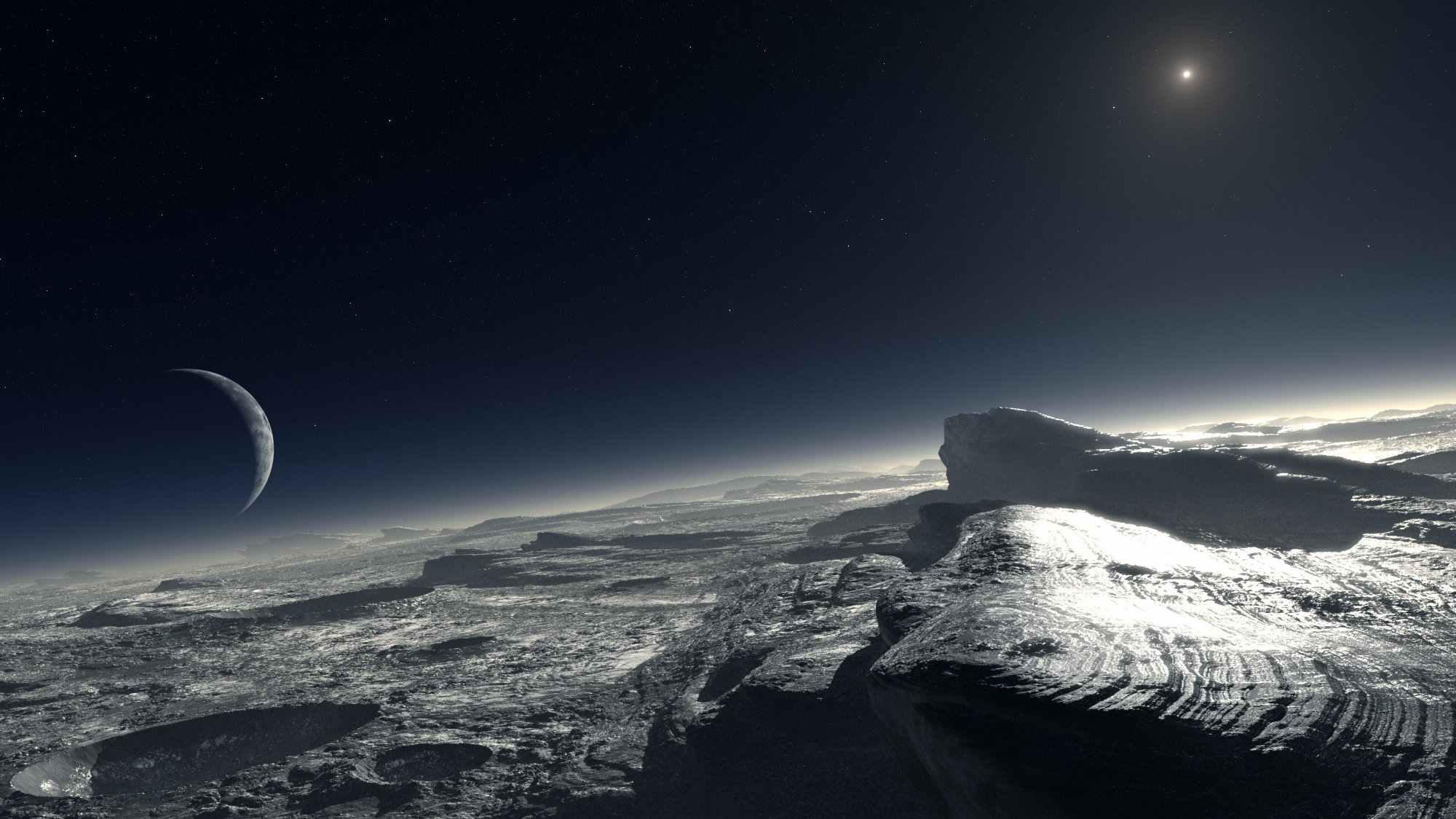
CRIRES 모델을 기반으로한 컴퓨터로 만든 명왕성의 표면 모습. 대기권의 안개 사이로 하늘에 카론과 태양의 모습이 보인다.

명왕성의 대기는 표면의 물질들로부터 만들어진 질소, 메탄 및 일산화탄소의 얇은 층으로 구성되어 있다. 표면 기압은 6.5~24μbar가량 된다. 명왕성의 잡아늘려진 궤도는 이 대기권에 매우 큰 영향을 준다. 명왕성이 태양으로부터 멀어지면, 대기의 물질들은 얼어붙어 지표면에 떨어진다. 태양에 다시 가까워지면, 표면의 온도가 올라가 이 물질들이 다시 승화를 일으켜 대기권으로 올라간다. 이에 따라 땀을 흘리면 몸이 시원해지는 것처럼 온실 효과와는 반대 현상이 발생한다. 표면의 물질들이 승화하면서 열을 빼앗아가는 것이다. 과학자들은 서브밀리미터 집합체를 사용해서 명왕성의 표면 온도가 약 43K로 예상치보다 10K 정도 더 낮다는 것을 알아냈다.
강력한 온실 가스인 메탄의 존재로 인해서 대기는 10 km 정도 고도에 표면보다 36K 정도 더 따뜻한 역전층을 형성한다. 대기권 하층부가 상층부보다 메탄을 더 많이 포함하고 있다.
명왕성 대기권의 존재 증거는 이스라엘 와이즈 천문대의 노아 브로치와 하임 멘델슨에 의해 1985년에 최초로 제기되었고, 1988년에 카이퍼 에어본 천문대가 명왕성이 주변의 다른 별들을 가리는 것을 관측하여 발견했다. 대기권이 없는 천체가 다른 별 앞으로 움직이면, 별은 '갑자기' 사라진다. 명왕성의 경우에는 별이 흐릿해지면서 천천히 사라졌다. 흐릿해지는 정도를 봤을 때 기압은 약 0.15 파스칼로 밝혀졌고, 이는 지구의 약 70만 분의 1이다.
2002년에 파리 천문대의 브루노 시카르디, MIT의 제임스 L. 엘리엇, 윌리엄스 대학의 제이 파사초프 등이 이끄는 연구팀은 명왕성이 다른 별을 가리는 것을 관측했다. 이 때는 명왕성이 1988년에 비해 태양에서 더 멀었기 때문에 더 추운 날씨로 엷어진 대기를 가져야 하는데, 놀랍게도 표면 기압은 0.3 파스칼 정도로 계산되었다. 이 모순에 대해, 1987년에 명왕성의 남극이 120년만에 햇빛을 받아 더 많은 질소가 극관으로부터 승화했을 것이라는 설명이 있다. 질소가 승화해서 대기를 채우고 다시 어두운 북극에서 얼어붙기까지는 수십 년이 걸린다는 것이다. 같은 연구에서 명왕성 대기에 바람이 불고 있다는 최초의 증거도 제시되었다. 2006년에도 호주에서 명왕성이 또다른 별을 가리는 현상을 제임스 엘리엇과 제이 파사초프, 그리고 레즐리 영 등이 이끄는 사우스웨스트 연구소 팀이 호주에서 관측을 진행했다.
2006년 10월에 뉴 허라이즌스 공동연구자인 NASA/Ames 연구 센터의 데일 크뤽생크와 그 동료들은 분광기를 이용한 명왕성 표면 조사에서 에탄의 존재를 발견했다고 발표했다. 이 에탄은 명왕성 표면과 대기의 얼어붙은 메탄이 햇빛에 의한 광분해 또는 대전된 입자들에 의한 방사성 분해에 의해 만들어진다.

## 위성

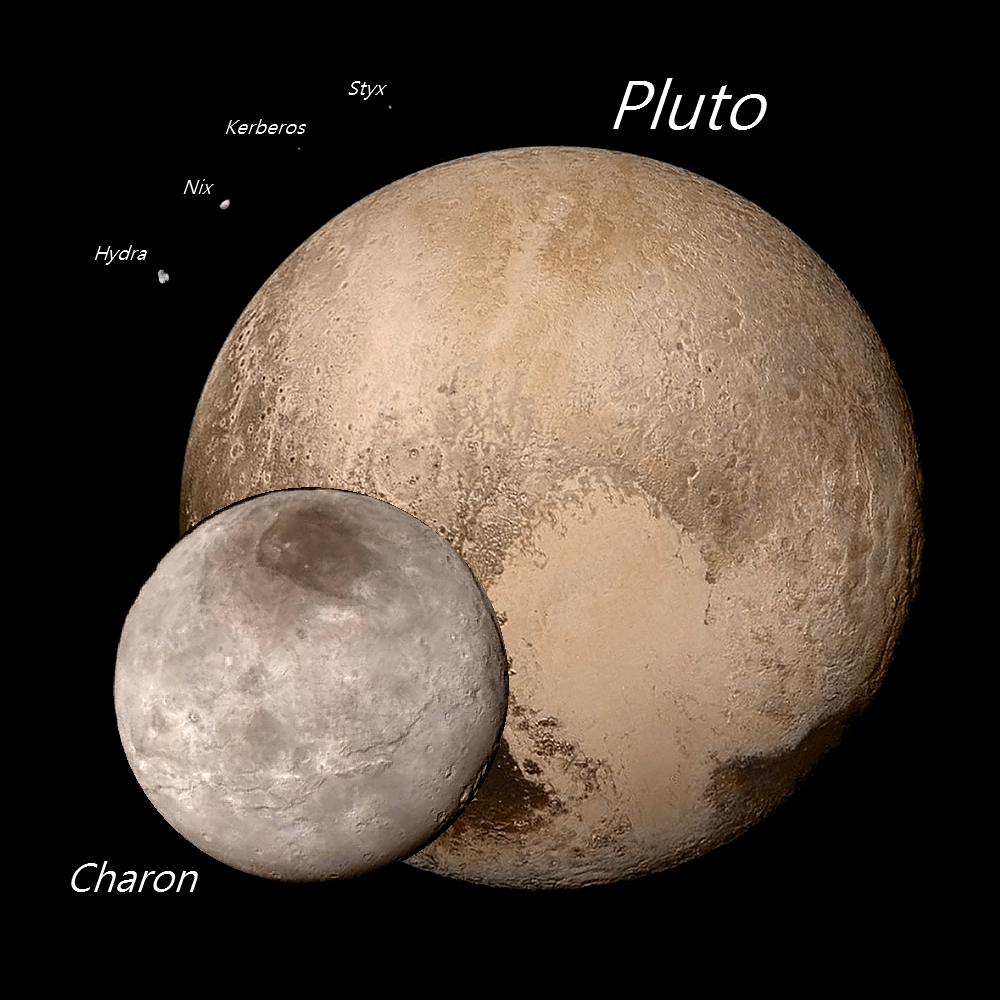
명왕성, 카론, 히드라, 닉스는 뉴 허라이즌스가 촬영한 이미지이다. 명왕성과 카론의 크기비율은 비슷하나 나머지 4개의 위성은 일치하지 않는다.

명왕성에는 5개의 위성이 존재한다. 추가로 더 발견할 수도 있다. 1978년 제임스 크리스티가 발견한 카론과, 2005년 발견된 닉스와 히드라, 그리고 2011년 발견된 케르베로스와 2012년 발견된 스틱스이다.
명왕성의 위성들은 다른 행성계에 비해 유독 명왕성 가까이에 자리 잡고 있다. 예를 들어 해왕성의 위성 프사마테는 해왕성을 힐 권의 40% 반경에서 공전한다. 명왕성의 경우, 위성들은 명왕성의 힐 권 반경의 최대 53% 거리에서 (역행 궤도로 돈다면 최대 69%) 공전 가능하나, 모든 위성들은 힐 권 안쪽 3% 반경 이내에 위치한다. 발견자에 따르면, 명왕성계는 고도로 압축되고 비어 있다. 그러나 고리를 포함해서 다른 천체들이 추가로 존재할 가능성도 지적되었다.

### 카론
카론은 명왕성의 위성중 가장 크다. 몇몇 천문학자는 명왕성-카론을 이중행성으로 보기도 한다.
명왕성과 카론은 서로 같은 면만을 바라보며 마치 아령처럼 서로 공전한다. 이 두 천체의 관계는 다른 천체-위성의 관계처럼 주종 관계가 아니라 공존하는 관계로 보인다. 작은 위성인 닉스와 히드라는 명왕성과 카론의 주위를 동시에 돌고 있다. 그리고, 과거에 세레스(소행성)이 있었는데
카론이 발견되고 세레스가 왜행성으로 분리되었다.
죽은이를 태우고 저승(Pluto)으로 가는 강을 건너는 뱃사공의 이름인 카론에서 따온 이름이다.

명왕성과 카론, 닉스, 히드라의 궤도

### 히드라와 닉스
2005년 5월 15일, 허블 우주망원경을 통해 명왕성의 위성 둘이 추가로 발견되었다. 이 두 위성에는 임시로 S/2005 P 1과 S/2005 P 2라는 이름이 붙여졌다. 2006년 6월 21일 국제천문연맹은 이 두 위성에 그리스 신화의 밤의 여신 닉스(이전 이름 P 2)와 목이 아홉개인 물뱀 히드라(이전 이름 P 1)라고 정식으로 이름붙였다.
닉스의 크기는 51×41×36 km, 히드라의 크기는 55×40 km정도이고, 카론보다 2배 이상 먼 거리에 있다.

### 케르베로스
2011년 7월 20일 미항공우주국(NASA)은 허블 우주망원경을 이용하여 명왕성의 새로운 위성을 발견했다고 발표하였다. 이 위성은 임시로 P4(또는 S/2011 P 1)란 명칭이 부여되었으며 명왕성으로부터 약 59,000 km 거리에서 위성 닉스의 공전 궤도 바깥쪽, 위성 히드라의 공전 궤도 안쪽을 약 31일 주기로 공전하는, 직경 13~34 km 정도의 작은 위성으로 확인되었다. 이 위성은 명왕성의 고리를 찾던 가운데 2011년 6월 28일 처음으로 관측되었고, 뒤이어 7월 3일과 7월 18일의 관측에 의해 그 존재가 확정되었으며 공전 궤도와 공전 주기도 계산되었다. 2011년 7월 현재 명왕성의 고리는 확인되지 않고 있다.

### 스틱스
2012년 7월 11일 미국항공우주국(NASA)과 유럽우주국(ESA) 과학자들은 허블 우주망원경을 이용해 명왕성 주위를 공전하는 다섯 번째 위성을 발견했다.”고 발표했다. 이 위성은 임시 명칭인 P5 또는 S/2012로 명명되었으며 2013년 7월 2일 국제천문연맹(IAU)에서 스틱스(Styx)라는 현재의 명칭이 확정되었다. 허블망원경에 의한 초기 관측에서는 지름이 10 km 내지 24 km 정도인 것으로 추정되었으나 2015년 7월 13일 뉴 허라이즌스 호가 촬영하여 2015년 10월 5일 지구에 전송된 사진을 분석한 결과 장축 약 7 km, 단축 약 5 km 정도로, 예상보다 더 작은 천체인 것으로 나타났다. 이는 2011년에 발견된 케르베로스의 크기보다 작아, 2015년 10월 현재 알려져 있는 명왕성의 5개 위성 중 스틱스가 가장 작은 위성이라 할 수 있다.
스틱스는 불규칙한 모양이며 명왕성에서 약 90,300 km 떨어진 곳에서 다른 명왕성의 위성들처럼 질서정연한 동심원 궤도를 돌고있으며, 이는 지구와 달간의 거리인 38만Km의 8분의 1정도의 거리이다. 이에 대해 미국 SETI 연구소의 행성천문학자 마크 쇼월터는 “마치 러시아 인형처럼 차곡차곡 쌓인 궤도를 돌고 있다.”고 설명했다. 당시 이러한 위성들의 발견은 2015년 NASA의 탐사선 뉴 허라이즌스 호가 더욱 안전하게 길을 찾는 데 도움을 줄 것으로 기대되었다.

## 탐사선
원래 보이저 1호가 명왕성을 탐사할 계획이었으나, 예산 삭감과 관심 부족(당시에는 카론이 발견되기 전이었다.)으로 인해 이 계획은 취소되고 대신 토성의 타이탄에 대한 근접 비행으로 대체되었다.
현재 처음으로 명왕성을 방문한 탐사선은 NASA의 뉴 허라이즌스이다. 2006년 1월 19일 발사된 뉴 허라이즌스는 목성의 중력을 이용하여 2015년 7월 명왕성에 도착하였으며, 명왕성 표면으로부터 약 1만 2천550km 거리까지 접근하였다. 이 계획은 2000년 비용과 발사체 문제로 취소된 플루토 카이퍼 익스프레스 계획을 대체하는 계획이다.

## 태양계 행성 지위 상실
명왕성이 최초에 발견된 1930년대에는 지구 정도의 크기로 알려졌으나 실제로는 달보다도 작은 크기이며, 질량과 중력이 행성이라 보기엔 너무 작고 공전 궤도 또한 심한 타원형으로 찌그러져 있어 해왕성의 궤도 안쪽까지 침범하기도 한다. 이에 국제천문연맹은 새 행성 기준을 마련해 2006년 8월 24일자로 새롭게 정한 행성 기준에 맞지 않는 명왕성을 공식적으로 왜소행성으로 분류했으며, 소행성번호 134340을 부여해 태양계 행성 지위를 박탈하였다.
명왕성의 행성 지위를 상실할 당시 명왕성은 태양계에서 유일하게 미국인 학자(클라이드 톰보)가 발견했다는 점 때문에 미국 천문학계의 반발이 있었으며, 정치적 논쟁거리로 비화되기도 하였다. 이전에도 미국 천문학계는, 명왕성의 행성 지위를 공고히 하기 위하여, 명왕성과 비슷한 성질의 천체들을 태양계 행성으로 추가 지정해야 한다고 주장하였으나 받아들여지지 않았다. 명왕성 문제로 인해 그동안 행성에 대한 뚜렷한 기준이 없었던 천문학계가 행성의 정의를 논의할 동기를 마련하였다는 점에서, 명왕성의 발견부터 행성지위 조정까지의 과정은 오히려 클라이드 톰보의 명예로운 업적으로 볼 수도 있다.

## 빛의 도달 시간
궤도가 타원형이기 때문에 태양빛이 도달하는 시간이 명왕성의 위치에 따라 차이를 보이며, 해왕성 궤도 안쪽에 위치하는 경우 명왕성이 해왕성보다 태양빛을 먼저 받게 된다. 평균적으로는 명왕성과 태양간 거리는 평균 59억 638만km으로 태양빛이 도달하려면 5시간 27분이 걸린다.

## 궤도
과거에 명왕성이 행성이었을 때, 명왕성은 1979년에서부터 1999년까지 해왕성 궤도 안쪽으로 들어왔다. 이 20년 동안 해왕성은 태양에서 가장 먼 행성이 되었다. 1999년에 명왕성이 해왕성 궤도 바깥 범위로 빠져 나왔기 때문에 다시 명왕성이 태양에서 가장 먼 행성이 되었다. 그러나, 2006년에 명왕성이 행성 지위를 잃으면서 현재는 해왕성이 태양에서 가장 먼 행성이다. 명왕성은 1930년부터 49년, 1999년부터 단 7년 동안만 가장 먼 행성의 지위를 차지했다.

## 같이 보기
- 카이퍼 대
- 플루토늄
- 카론 (위성)
- 히드라 (위성)
- 닉스 (위성)
- 에리스 (왜행성)